# Volkswagen AG

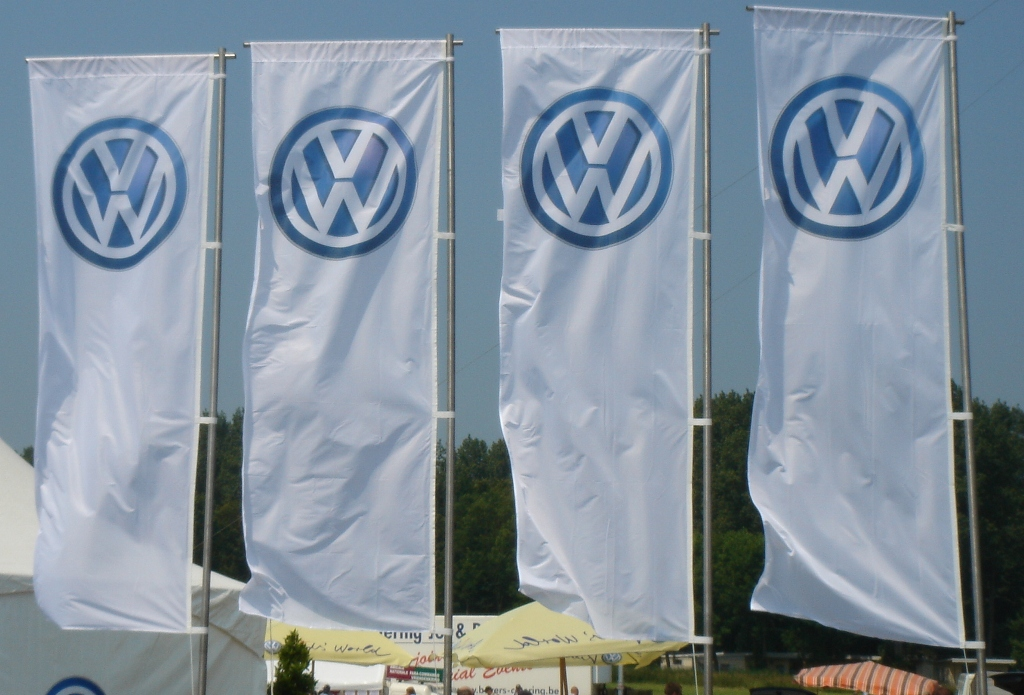
Volkswagenvlaggen op een vliegshow te Koksijde.

Volkswagen Aktiengesellschaft (VW AG) is de grootste autofabrikant in Europa en in omvang de tweede ter wereld. Het bedrijf wordt soms ook wel als de Volkswagen Group aangeduid. De hoofdvestiging bevindt zich in Wolfsburg, Nedersaksen.
Volkswagen AG produceert voertuigen van onder andere de merken Volkswagen, Audi, SEAT, Cupra, Škoda, Bentley, Ducati (motoren), Lamborghini, Bugatti Rimac en Porsche. Qua verkoopaantallen strijden Toyota, General Motors en Volkswagen AG om de eerste plaats: alle produceren elk ongeveer 10 miljoen voertuigen op jaarbasis.

## Geschiedenis

### Naziperiode
Toen Adolf Hitler in 1933 in Duitsland de macht greep, koesterde hij het plan om een zuinige gezinsauto voor maximaal 1.000 Reichsmark te laten fabriceren. De autoconstructeur Ferdinand Porsche had daarvoor concrete voorstellen en mocht een prototype bouwen van de auto die later bekend zou worden als de Volkswagen Kever. De Duitse auto-industrie was echter, met reden, van mening dat de wagen niet voor de gewenste prijs op de markt gebracht kon worden.
Hitler gaf daarom het Deutsche Arbeitsfront (DAF), de enig toegestane en van de staat afhankelijke vakbond, opdracht om de auto te gaan produceren. In 1937 werd hiervoor de Gesellschaft zur Vorbereitung des Deutschen Volkswagens mbH gesticht, in 1939 gevolgd door de oprichting van Volkswagenwerk GmbH, een besloten vennootschap waarvan de overheid alle aandelen in handen had.
Voor de productie van de Kraft durch Freude-Wagen werd bij het stadje Fallersleben, in het midden van Duitsland, een gigantische fabriek gebouwd. Rondom de fabriek ontstond KdF-stadt, na de oorlog omgedoopt in Wolfsburg. De fabriek, onder leiding van Porsche en Bodo Lafferentz, zou aan de lopende band 150.000 KdF-Wagen per jaar moeten produceren. Vooruitlopend daarop werd de auto eind jaren 30 al via een spaarsysteem verkocht.
Tot serieproductie kwam het in de naziperiode niet meer. Na het uitbreken van de oorlog in 1939 werd de nieuwe fabriek voor militaire productie gebruikt. Daarbij werden 20.000 dwangarbeiders ingezet, vanaf 1942 deels gehuisvest in het nabijgelegen kamp Arbeitsdorf. Als erkenning van dit verleden heeft Volkswagen in 1998 een fonds ingesteld waaruit ruim 2.000 voormalige dwangarbeiders een compensatie hebben ontvangen.

### Wederopbouw
De door de geallieerde bombardementen deels vernielde fabriek in Wolfsburg (de herbouw zou pas in 1950 voltooid worden) kwam in 1945 onder Brits militair bestuur. De Engelse bezettingsmacht liet er vanaf 1946 weer auto’s bouwen, in de eerste plaats voor eigen gebruik. Er waren echter ook plannen om het bedrijf te ontmantelen en de Kever werd onder andere aan Ford en aan het Britse Humber aangeboden. Deze bedrijven zagen echter weinig commercieel perspectief in het Duitse concept.
In ontmanteling was ook de door de bezettingsautoriteiten aangestelde bedrijfsleider, de Britse majoor Ivan Hirst, niet geïnteresseerd. Onder zijn leiding kwam eind jaren ’40 eindelijk de seriegewijze productie van de Kever op gang en werd een servicenetwerk op poten gezet. Eind 1948 werd de leiding van het bedrijf overgenomen door de van Opel afkomstige technicus Heinrich Nordhoff. Een jaar later droegen de geallieerde bezettingsautoriteiten het bedrijf over aan de Bondsregering en de deelstaat Nedersaksen. Volkswagen bleef zo een staatsbedrijf.
Volkswagen werd met zijn Kever in de jaren ’50 hét symbool voor de Duitse wederopbouw, het Wirtschaftswunder. In 1950 werd wagen nummer 100.000 geproduceerd, in 1955 kon de productie van de miljoenste Volkswagen gevierd worden. Aan het ontwerp van de auto werd in die jaren weinig veranderd. Wel werd naast de Kever vanaf 1950 door Volkswagen ook de Transporter (bekend als de VW-Bus) gebouwd. De bus was een al even revolutionair concept als de Kever en werd eveneens een enorm succes. Voor de bus werd in Hannover in 1956 een nieuwe fabriek in bedrijf genomen.
De eerste geëxporteerde Kevers werden in 1947 door Pon’s Automobielhandel naar Nederland gehaald. Vanaf 1948 werd ook naar andere Europese landen, waaronder België, geëxporteerd. In 1950 begon men met de montage van de auto in Ierland en Brazilië. Buiten Europa bouwde Volkswagen eigen verkooporganisaties in Noord-Amerika op en montagebedrijven in Australië en Zuid-Afrika. In 1953 werd in Brazilië een grote fabriek gebouwd.

### Jaren 60
In 1960 werd Volkswagen omgezet in een beursgenoteerde vennootschap, Volkswagenwerk AG. Van de aandelen werd 60% verkocht aan beleggers, maar de zogenaamde Volkswagenwet die de privatisering regelde, bepaalde dat geen enkele aandeelhouder meer dan 20% van het stemrecht in het bedrijf mocht uitoefenen. De Bondsstaat en de deelstaat Nedersaksen hadden ieder 20% van de aandelen in handen en behielden zo in feite de zeggenschap.
De opbrengsten van de aandelenverkoop van 1960 gingen naar de Stiftung Volkswagenwerk, sinds 1989 de VolkswagenStiftung. Het doel van deze organisatie, met (in 2006) een kapitaal van 2,4 miljard euro, is het bevorderen van wetenschappelijk onderzoek, waarvoor jaarlijks 100 miljoen euro beschikbaar wordt gemaakt.
Het aantal productielocaties werd in de jaren ’60 geleidelijk uitgebreid. In 1964 opende Volkswagen voor de Amerikaanse markt een fabriek in Mexico. In België werd in 1971 Volkswagen Bruxelles S.A. opgericht. Het beleid van Volkswagen was erop gericht de internationale distributie van zijn producten zo veel mogelijk onder eigen controle te krijgen. In Nederland bleef de vertegenwoordiging van het merk echter in handen van Pon.
In 1965 nam Volkswagen Auto-Union over van Daimler-Benz. Auto-Union bleef binnen het Volkswagen concern een tamelijk zelfstandige dochter. Wel werd de eerder gebruikte merknaam DKW vervangen door het historische Audi. In 1969 werd het bedrijf samengevoegd met het eveneens door Volkswagen overgenomen NSU tot Audi NSU Auto Union AG, sinds 1985 kortweg Audi AG.
Deze beide overnames waren voor Volkswagen des te belangrijker omdat het bedrijf onder Nordhoff, die tot 1967 het bewind voerde, verstarde. Het bleef te lang vasthouden aan inmiddels technisch en commercieel achterhaalde concepten als de luchtgekoelde motor en achterwielaandrijving. In 1972 doorbrak de Kever met meer dan 15 miljoen geproduceerde exemplaren het oude productierecord van de Ford Model T, maar intussen werd Volkswagen door de concurrentie ingehaald.

### Jaren 1970-1995
De introductie in 1970 van de Volkswagen K70, een nog door NSU ontwikkeld model met voorwielaandrijving en waterkoeling, vormde een breuk met het voorgaande beleid. Het model sloeg niet aan, maar de in 1973 op de markt gebrachte en veel succesvollere Passat was volgens dezelfde principes ontworpen. De Passat en vooral de Golf (vanaf 1974) brachten het bedrijf nieuwe successen, maar nooit meer zou Volkswagen zo’n drastische modelwisseling riskeren. Ondanks alle technische veranderingen sinds het begin van de jaren ’70 heten de meest succesvolle types bij Volkswagen nog steeds Golf en Passat.
Een andere vernieuwing van de jaren ’70 was dat de modellen van het concern, Volkswagens én Audi’s dus, steeds meer volgens het bouwdoosprincipe samengesteld werden uit voor meerdere types bruikbare onderdelen. Volgens critici gingen de auto’s van beide merken daarom steeds meer op elkaar lijken. Ook in andere opzichten groeiden beide merken naar elkaar toe. Zo werd in 1978 voor Volkswagen en Audi een gemeenschappelijke verkoop- en serviceorganisatie opgezet (tot 1992) onder de afkorting V.A.G. (afkorting van Volkswagen(werk) AG, in de ogen van velen echter van VW Audi Gruppe) met een lichtblauwe bedrijfskleur.
Geleidelijk breidde het concern zich internationaal verder uit. Zo werd in 1973 een fabriek geopend in Lagos, Nigeria. Van groot belang was de overeenkomst die in 1982 gesloten werd met het Chinese SAIC over de productie van het model Santana in Volksrepubliek China. Daarmee werd de basis gelegd voor de succesvolle expansie van Volkswagen op de Chinese markt. Later ging Volkswagen ook met FAW in China een joint venture aan.
In 1985 werd de naam van het concern veranderd van Volkswagenwerk AG in het internationaal beter klinkende Volkswagen AG. Een jaar later werd het Spaanse SEAT overgenomen, dat evenals Audi een onder eigen naam producerende dochter van het concern werd. Hetzelfde gold voor het in 1991 overgenomen Tsjechische Škoda.

### Jaren na 1995-
In 1993 werd Ferdinand Piëch, een kleinzoon van Porsche, chef van het Volkswagen concern. Onder Piëch deed Volkswagen pogingen om ook in de top van de automarkt door te dringen. In 1998 werden hiertoe de merken Bugatti en Lamborghini overgenomen. De koop van Rolls-Royce in hetzelfde jaar leidde na veel getouwtrek met BMW tot een verdeling, waarbij Volkswagen het merk Bentley behield.
De merken werden onderverdeeld in twee groepen, de Volkswagen groep en de Audi groep, waarbij de laatste (met SEAT) zich moest profileren met sportieve luxe en geavanceerde techniek, terwijl Volkswagen (met Škoda ) zich concentreerde op de markt van degelijke gezinsauto’s. Ook nichemarkten werden, vaak met enige vertraging, bediend met een steeds breder productenpalet.
Na een halvering van de winst in 2003 werd een ingrijpende herstructurering aangekondigd om de kosten te verlagen. Volgens Volkswagen lagen de loonkosten 11% boven het gemiddelde van de andere Duitse autofabrikanten. Maar door critici is ook gewezen op de hoge dividenduitkeringen en managementkosten. Verder is het onduidelijk of de investeringen in de markt voor luxe automobielen economisch rationeel waren. En Volkswagen zou niet adequaat hebben gereageerd op de enorme groei van de SUV-markt.
Het bedrijf werd bovendien sinds de jaren 90 geplaagd door kwaliteitsproblemen (onder andere bij Golf III en IV) die veroorzaakt zouden zijn door te vergaande bezuinigingen bij de productie. In 2005 kwam een ernstig corruptieschandaal aan het licht waarbij topmanagers leden van de ondernemingsraad en politici zouden hebben omgekocht en zelf betaald zijn door toeleverende bedrijven. De winsten van het concern hebben zich overigens in 2006 weer hersteld.
De Duitse staat heeft zich, in tegenstelling tot de deelstaat Nedersaksen, inmiddels volledig uit het bedrijf teruggetrokken. Toch heeft de EU een procedure in gang gezet om de speciale regelingen uit de privatiseringswet van 1960 rond de zeggenschap bij Volkswagen buiten werking te stellen. Het verzet van Nedersaksen komt vooral voort uit zorgen over het behoud van werkgelegenheid.
Gelijktijdig breidde Porsche, dat eind 2005 een belang nam in Volkswagen zijn participatie stelselmatig verder uit. In mei 2008 bezat het met een aandeel van 35% reeds de feitelijke zeggenschap over het bedrijf, in september was dat opgelopen tot 42% en kondigde Porsche aan opties te willen uitoefenen voor nog eens 30% tot een totaal belang van 75% medio 2009. Spil in deze overname is Ferdinand Piëch, zowel (sinds 2002) voorzitter van de Aufsichtsrat (Raad van Commissarissen) van VW AG als met 13% grootaandeelhouder van Porsche. Zijn doelstelling is beide concerns, die sterke historische banden hebben, weer binnen een familie te brengen. Voorts zou het concern een bereik binnen alle segmenten van de auto-industrie moeten krijgen, getuige ook de overname door Volkswagen van Scania in maart.
Piëchs voornemen leidde tot een machtsstrijd binnen het Volkswagenconcern; eind 2006 werd Bernd Pischetsrieder onverwachts als concernchef vervangen door Martin Winterkorn. Tussen Porsche en Volkswagen brandde eveneens een strijd los, die vooral ging om de medezeggenschapsrechten van Porsche, dat puur getalsmatig immers overvleugeld zou worden door Volkswagen. Beide families legden dit geschil eind oktober 2008 echter bij. Naar aanleiding van de overnameplannen werd de beurskoers van het bedrijf dermate opgestuwd dat Volkswagen korte tijd het grootste bedrijf ter wereld was naar marktkapitalisatie.
In juli 2009 werd de topman van Porsche Wendelin Wiedeking samen met de financiële topman ontslagen, geruchten over een overname door VW werden hierdoor sterker. Op 13 augustus 2009 werd bekend dat Volkswagen en Porsche zullen integreren tot één groep in 2011, die groep krijgt waarschijnlijk de naam Auto-Union. Aan het eind van 2009 zal VW haar aandeel in Porsche hebben uitgebreid tot 42%, terwijl Porsche omgekeerd 51% van de aandelen Volkswagen AG bezit. Qatar krijgt in ruil voor 7 miljard euro uiteindelijk een belang van 17% in de nieuwe groep. Een paar dagen later lekte echter uit dat de fusie misschien al in 2010 voltooid kan zijn.

#### Milieuschandaal

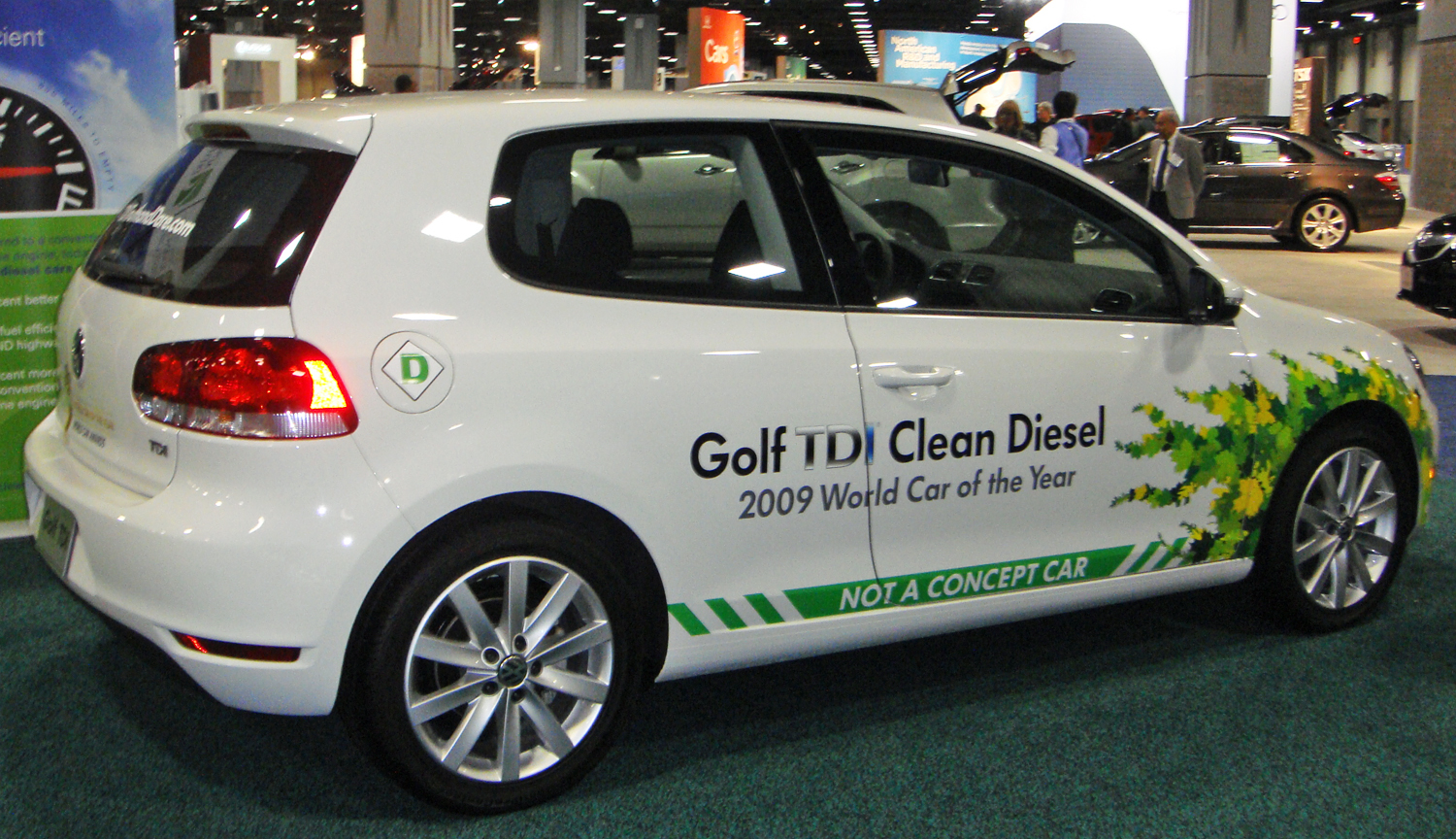
Een Volkswagen Golf TDI Clean Diesel op een autobeurs in de Verenigde Staten.

Het Duitse bedrijf gaf 21 september 2015 toe dat de software van dieselmotoren, die wereldwijd in zo’n 11 miljoen auto’s zit, onregelmatigheden vertoont. Naar eigen zeggen ging het om TDI-motoren van het type EA 189 (gebruikt door de merken Volkswagen, Audi en Porsche sedert 2009). Door informatie afkomstig van sensoren weet de software wanneer het voertuig op de testbank staat en doet dan het nodige om aan de stikstofoxidennormen te voldoen. Op de weg wordt het reductiemechanisme uitgeschakeld en stoot de motor tien tot veertig keer meer giftige stoffen uit dan toegelaten volgens de Europese emissiestandaard. Volgens een raming van The Guardian zou daardoor 237.161 tot 948.691 extra ton NOx geloosd zijn in de Verenigde Staten.
De Amerikaanse Environmental Protection Agency (EPA) bracht de frauduleuze software op 18 september 2015 aan het licht. Het agentschap was in mei 2014 gealerteerd door de ngo International Council on Clean Transportation, die de uitstoot in reële omstandigheden had laten meten. In de VS zouden 482.000 voertuigen betrokken zijn.
De automaker heeft als eerste stap 6,5 miljard euro gereserveerd voor de gevolgen van het schandaal. Justitie in de Verenigde Staten is een strafrechtelijk onderzoek begonnen en Volkswagen kan een boete krijgen van maximaal 18 miljard euro. In de eerste twee dagen na het bekend worden van het nieuws daalde de beurswaarde van Volkswagen met 27 miljard euro en kwam de positie van bestuursvoorzitter Martin Winterkorn onder vuur. Op 23 september 2015 nam Martin Winterkorn ontslag en twee dagen later werd Matthias Müller aangesteld als nieuwe CEO. Begin november 2015 bleken ook honderdduizenden benzineauto's "onverklaarbare tegenstrijdigheden" op het gebied van CO2-uitstoot te vertonen.
In juli 2021 gaf de Europese Commissie een boete van 502 miljoen euro aan Volkswagen. BMW kreeg ook een boete van 372 miljoen omdat drie autofabrikanten zich schuldig hadden gemaakt aan kartelvorming.  De drie hebben onderling afspraken gemaakt over de uitstoot van stikstofoxide door nieuwe dieselauto’s. De techniek was beschikbaar om de uitstoot te verminderen, maar ze hebben afgesproken dit niet te gebruiken om concurrentie te vermijden. Daimler was de derde partij, maar omdat dit bedrijf melding had gedaan bij de EC ontliep deze een geldstraf.

## Activiteiten
Volkswagen is de grootste producent van personen- en vrachtwagens in Europa. In 2015 produceerde het bedrijf iets meer dan 10 miljoen voertuigen en had hiermee een wereldwijd marktaandeel van 12,4%. In 2015 verkocht het iets meer dan 600.000 vrachtwagens en zo'n 9,3 miljoen personenwagens, waarvan 3,5 miljoen in China. In dit land werden driemaal meer auto's verkocht dan in de thuismarkt Duitsland. Bijna 6 miljoen auto's werden verkocht onder de Volkswagen merknaam. Verder werden 1,8 miljoen Audi's, 1,1 miljoen Skoda's en slechts 23 Bugatti's verkocht in 2015. Het heeft fabrieken in 31 landen en de voertuigen worden in 153 landen verkocht. Per 31 december 2015 telde het 610.000 medewerkers, waarvan 60% buiten Duitsland werkzaam was. Het Volkswagen concern schrapt tussen 2016 en 2021 30.000 banen. Dit heeft vooral te maken met de overgang van brandstofauto's naar elektrische auto's en zelfrijdende auto's.

### Resultaten
| Jaar | Autoverkopen (× 1.000) | Autoverkopen buiten Duitsland (× 1.000) | Aantal werknemers (gemiddeld, × 1.000) | Omzet (× miljard) | Nettoresultaat (× miljoen) |
| ---- | ---------------------- | --------------------------------------- | -------------------------------------- | ----------------- | -------------------------- |
| 1945 | 2                      | -                                       | 6                                      | RM 0,011          | -                          |
| 1950 | 90                     | -                                       | 15                                     | DM 0,4            | DM 4                       |
| 1960 | 889                    | 514                                     | 76                                     | DM 4,6            | -                          |
| 1970 | 2.207                  | 1.482                                   | 190                                    | DM 15,8           | DM 40                      |
| 1975 | 2.038                  | 1.412                                   | 177                                    | DM 18,9           | DM -157                    |
| 1980 | 2.495                  | 1.707                                   | 258                                    | DM 33,3           | DM 321                     |
| 1985 | 2.398                  | 1.676                                   | 259                                    | DM 52,5           | DM 596                     |
| 1990 | 3.030                  | 2.085                                   | 269                                    | DM 68,1           | DM 1.086                   |
| 1995 | 3.442                  | 2.505                                   | 259                                    | DM 88,1           | DM 336                     |
| 2000 | 5.165                  | 4.146                                   | 324                                    | € 81,8            | € 2.614                    |
| 2005 | 5.193                  | 4.174                                   | 345                                    | € 94,0            | € 1.050                    |
| 2010 | 7.278                  | 6.219                                   | 389                                    | € 126,9           | € 7.226                    |
| 2015 | 10.010                 | 8.731                                   | 604                                    | € 213,3           | € 4.678                    |
| 2020 | 9.157                  | 8.049                                   | 665                                    | € 222,9           | € 8.824                    |
| 2021 | 8.576                  | 7.603                                   | 668                                    | € 250,2           | € 15.428                   |
| 2022 | 8.481                  | 7.476                                   | 669                                    | € 279,2           | € 15.836                   |

### Verkoopcijfers
| Jaar | Personenauto's | Personenauto's | Personenauto's | Personenauto's | Personenauto's | Personenauto's | Personenauto's | Personenauto's | Personenauto's | Bedrijfsvoertuigen en vrachtwagens | Bedrijfsvoertuigen en vrachtwagens | Bedrijfsvoertuigen en vrachtwagens | Bedrijfsvoertuigen en vrachtwagens | Bedrijfsvoertuigen en vrachtwagens | Ref.   |
| Jaar | Volkswagen     | Audi           | Škoda          | SEAT           | Porsche        | Bentley        | Lamborghini    | Bugatti        | Totaal         | Volkswagen                         | MAN                                | Scania                             | Navistar                           | Totaal                             | Ref.   |
| ---- | -------------- | -------------- | -------------- | -------------- | -------------- | -------------- | -------------- | -------------- | -------------- | ---------------------------------- | ---------------------------------- | ---------------------------------- | ---------------------------------- | ---------------------------------- | ------ |
| 2012 | 5.738.417      | 1.455.123      | 939.202        | 321.002        | 59.513         | 8.510          | 2.083          | 31             | 8.523.881      | 550.156                            | 134.245                            | 67.401                             | –                                  | 751.802                            |        |
| 2013 | 5.932.308      | 1.575.480      | 920.750        | 355.004        | 162.145        | 10.120         | 2.121          | 47             | 8.957.975      | 551.908                            | 140.333                            | 80.464                             | –                                  | 772.705                            | [ 22 ] |
| 2014 | 6.118.654      | 1.741.129      | 1.037.226      | 390.505        | 189.849        | 11.020         | 2.530          | 45             | 9.490.958      | 446.616                            | 120.088                            | 79.782                             | –                                  | 646.486                            | [ 23 ] |
| 2015 | 5.823.408      | 1.803.246      | 1.055.501      | 400.037        | 225.121        | 10.100         | 3.245          | 23             | 9.320.681      | 430.801                            | 102.474                            | 76.561                             | –                                  | 609.836                            | [ 24 ] |
| 2016 | 5.980.309      | 1.867.738      | 1.126.477      | 408.703        | 237.778        | 11.023         | 3.457          | 1              | 9.635.486      | 477.974                            | 102.235                            | 81.346                             | –                                  | 661.555                            | [ 25 ] |
| 2017 | 6.230.229      | 1.878.105      | 1.200.535      | 468.431        | 246.375        | 11.089         | 3.815          | 71             | 10.038.650     | 497.894                            | 114.134                            | 90.777                             | –                                  | 702.805                            | [ 26 ] |
| 2018 | 6.244.888      | 1.812.485      | 1.253.741      | 517.627        | 256.255        | 10.494         | 5.750          | 76             | 10.101.316     | 499.698                            | 136.517                            | 96.477                             | –                                  | 732.692                            | [ 27 ] |
| 2019 | 6.278.345      | 1.845.573      | 1.242.767      | 574.078        | 280.800        | 11.006         | 8.205          | 82             | 10.240.856     | 491.559                            | 142.764                            | 99.457                             | –                                  | 733.780                            | [ 28 ] |
| 2020 | 5.328.090      | 1.692.773      | 1.004.816      | 426.641        | 272.162        | 11.206         | 7.430          | 77             | 8.743.195      | 371.609                            | 118.102                            | 72.085                             | –                                  | 561.796                            | [ 29 ] |
| 2021 | 4.896.914      | 1.680.512      | 878.202        | 470.531        | 301.915        | 14.659         | 8.405          | 63             | 8.251.201      | 359.546                            | 150.968                            | 90.366                             | 29.876                             | 630.756                            | [ 30 ] |

## Bedrijfsstructuur

### Werkmaatschappijen
De verschillende merken zijn binnen het concern sinds 2013 verdeeld in twee groepen:

De groep Automotive met:
- Personenwagens:
  -  Volkswagen
  -  Audi
    -  Bentley
    -  Lamborghini
    -  Ducati (motoren)

  -  Škoda
  -  SEAT
    -  Cupra

  -  Porsche
- Bedrijfsvoertuigen:
  -  Volkswagen werkbussen
  -  Scania
  -  MAN
  -  Navistar International Corporation

De groep Financial services.
Het onderdeel bedrijfswagens, Volkswagen Nutzfahrzeuge, maakt vooral kleiner transportmateriaal zoals de Caddy, Transporter, Crafter en Amarok. In Brazilië bouwt Volkswagen Nutzfahrzeuge ook trucks. Volkswagen heeft ook alle aandelen in handen van de Zweedse vrachtwagenbouwer Scania AB en een meerderheidsbelang in MAN AG.
Alle financiële diensten die het concern verleent zijn ondergebracht bij Volkswagen Financial Services AG en opereert in Nederland onder de naam Volkswagen Bank of Volkswagen Pon Financial Services.
Lokaal kunnen geconsolideerde deelnames een aparte plaats in de structuur innemen. Dat geldt onder andere voor de Chinese joint ventures waarbij de zeggenschap in Chinese handen is.
In 2000 opende Volkswagen in Wolfsburg het attractiepark Autostadt, waarin de verschillende merken van het concern zich presenteren en een automobielmuseum te bezichtigen is.

### Aandeelhouders
Op 31 december 2022 stonden er 295 miljoen gewone aandelen (tickercode: VOW) uit en 206 miljoen preferente aandelen (VOW3, zonder stemrecht). De beurshandel in de preferente aandelen is vele malen groter dan die van de gewone aandelen. De preferente aandelen krijgen een marginaal hoger dividend dan de gewone aandelen.
Het aandeel Volkswagen AG is genoteerd aan de Frankfurter Wertpapierbörse en verschillende andere aandelenbeurzen. Per 31 december 2022 was Porsche SE veruit de grootste aandeelhouders met 31,9% van de aandelen in handen en 53,3% van het stemrecht.
Per 31 december 2022 zijn de aandelen van Volkswagen AG als volgt verdeeld:
| Percentage | Aandeelhouder                         |
| ---------- | ------------------------------------- |
| 31,9%      | Porsche Automobil Holding SE          |
| 22,2%      | Buitenlandse institutionele beleggers |
| 10,5%      | Qatar Holding LLC                     |
| 11,8%      | Deelstaat Nedersaksen                 |
| 21,0%      | Particuliere aandeelhouders / overige |
| 2,6%       | Duitse institutionele beleggers       |

| Percentage | Aandeelhouder                |
| ---------- | ---------------------------- |
| 53,3%      | Porsche Automobil Holding SE |
| 20,0%      | Deelstaat Nedersaksen        |
| 17,0%      | Qatar Holding LLC            |
| 9,7%       | Overige                      |

### Volkswagen chefs
- 1945-1948 — Ivan Hirst
- 1948-1967 — Heinrich Nordhoff
- 1968-1971 — Kurt Lotz
- 1971-1975 — Rudolf Leiding
- 1975-1982 — Toni Schmucker
- 1982-1993 — Carl Hahn
- 1993-2002 — Ferdinand Piëch
- 2002-2006 — Bernd Pischetsrieder
- 2007-2015 — Martin Winterkorn
- 2015-2018 — Matthias Müller
- 2018-augustus 2022 — Herbert Diess
- 2022-heden — Oliver Blume

### Modellencodering
Volkswagen heeft een interne codering voor haar modellen binnen het concern. Deze bestaat uit twee letters en drie cijfers. De twee letters geven aan om welk merk het gaat:
- VW = Volkswagen
- AU = Audi
- SK = Škoda
- SE = SEAT
- BY = Bentley
- LA = Lamborghini
- BU = Bugatti

Vervolgens geeft het eerste cijfer aan om welke klasse het gaat:
- 1 = Miniklasse
- 2 = Economyklasse
- 3 = Compacte middenklasse
- 4 = Middenklasse
- 5 = Hogere middenklasse
- 6 = Topklasse
- 7 = Terreinauto/SUV

Het tweede cijfer geeft de (platform)generatie aan. Een nieuwe auto hoeft dus niet per se met 1 te beginnen maar krijgt het cijfer van het platform waarop hij gebouwd is.
Het derde en laatste cijfer geeft het model aan:
- 0 = Hatchback
- 1 = Sedan
- 2 = Stationwagen
- 3 = Sportback (een model met extra deuren)
- 4 = Coupé/Sportwagen
- 5 = Cabriolet
- 6 = Allroad/SUV
- 7 = Pickup/Busje

Voorbeeld: Type SK352 is dus een Škoda Octavia Combi op het vijfde generatie compacte middenklasse-platform (ook wel Golf-platform).